# CAR Development 2005
Il Castel Beer Trophy è un torneo di rugby a 15 riservato a nazionali africane e sponsorizzato dalla Castel Beer. È organizzato dalla Confédération Africaine de Rugby e noto anche come "CAR Super 16". Il torneo è riservato alle squadre di secondo livello del rugby africano l'edizione 2005 è stata vinta da Mauritius.

## Risultati

### Zona Nord
- Preliminare:

| Ouagadougou 28 maggio 2005 | Benin | 3 – 3 | Niger |  |

- Semifinali:

| Ouagadougou 2 giugno 2005 | Burkina Faso | 39 – 10 | Togo |  |

| Ouagadougou 2 giugno 2005 | Mali | 24 – 3 | Benin |  |

- Finale 3. Posto:

| Ouagadougou 5 giugno 2005 | Togo | 13 – 6 | Benin |  |

- Finale 1. Posto:

| Ouagadougou 5 giugno 2005 | Burkina Faso | 16 – 13 | Mali |  |

### Zona Sud
| Dar es Salaam 6 agosto 2005 | Ruanda | 16 – 5 | Burundi |  |

| Dar es Salaam 6 agosto 2005 | Mauritius | 20 – 0 | Tanzania |  |

| Dar es Salaam 9 agosto 2005 | Tanzania | 77 – 0 | Burundi |  |

| Dar es Salaam 9 agosto 2005 | Mauritius | 36 – 7 | Ruanda |  |

| Dar es Salaam 13 agosto 2005 | Tanzania | 0 – 0 | Ruanda |  |

| Dar es Salaam 13 agosto 2005 | Mauritius | 75 – 0 | Burundi |  |

| Pos | Nazione   |   | G | V | N | P    | d.p. | Pts |
| --- | --------- | - | - | - | - | ---- | ---- | --- |
| 1   | Mauritius | 3 | 3 | 0 | 0 | 124  | 6    |     |
| 2   | Tanzania  | 3 | 2 | 0 | 1 | 72   | 4    |     |
| 3   | Ruanda    | 3 | 1 | 0 | 2 | -33  | 2    |     |
| 4   | Burundi   | 3 | 0 | 0 | 3 | -163 | 0    |     |

### Finale
| [[St Louis]] 12 dicembre 2005 | Mauritius | 103 – 3 | Burkina Faso |  |